# Elephant Stone
«Elephant Stone» — пісня гурту «The Stone Roses», яка була видана окремим синглом, у жовтні 1988 року. Це перший реліз гурту на Silvertone Records.

## Композиції
7":
1. «Elephant Stone» (3:00)
2. «The Hardest Thing in the World» (2:39)

12":
1. «Elephant Stone» (4:51)
2. «Elephant Stone (7» Version) (3:00)
3. «Full Fathom Five» (2:56)
4. «The Hardest Thing in the World» (2:39)

CD та Касета:
1. «Elephant Stone» (4:51)
2. «Full Fathom Five» (2:56)
3. «The Hardest Thing in the World» (2:39)
4. «Elephant Stone (7» Version) (3:00)

## Чарт
| Чарт (1990)                        | Найвища позиція |
| ---------------------------------- | --------------- |
| Australia (ARIA)                   | 86              |
| Ірландія (IRMA)                    | 4               |
| Велика Британія (UK Singles Chart) | 8               |